# Cyrtochilum confertum
Cyrtochilum confertum là một loài thực vật có hoa trong họ Lan. Loài này được (Rchb.f.) Dalström mô tả khoa học đầu tiên năm 2001.